# C/1908 R1 (Morehouse)
 C/1908 R1 (Morehouse) ist ein Komet, der in den Jahren 1908 und 1909 nur mit optischen Hilfsmitteln beobachtet werden konnte. Er war einer der meistphotographierten Kometen des frühen 20. Jahrhunderts und erlangte dadurch einige Bekanntheit.

## Entdeckung und Beobachtung
Der Komet wurde am 2. September 1908 von Daniel Walter Morehouse am Yerkes-Observatorium auf einer photographischen Aufnahme des Nordhimmels entdeckt, die er am Abend zuvor mit dem Bruce-Teleskop über einen Zeitraum von sechs Stunden gemacht hatte. In der folgenden Nacht erfolgte eine weitere unabhängige Entdeckung durch Alphonse Louis Nicolas Borrelly in Marseille. Der Komet hatte zu diesem Zeitpunkt eine Helligkeit von 9 mag und befand sich noch in 2 AE Abstand von der Sonne. Visuell konnte kein Schweif festgestellt werden, aber bereits auf der Photoplatte der Entdeckungsaufnahme war zu erkennen, dass der Komet sehr aktiv war und einen langen und auffälligen Schweif zeigte.
In den folgenden Wochen wurde der Komet daher von vielen Astronomen, darunter Max Wolf in Heidelberg, sowie Edward Barnard und Morehouse selbst, intensiv fotografiert.
Der Komet bewegte sich bis Mitte Dezember in westlicher Richtung über den Himmel und verschwand dann in der Abenddämmerung, als er eine Helligkeit erreicht hatte, die eine Beobachtung mit bloßem Auge gerade eben ermöglichte. Während der Zeit seiner größten Annäherung an die Sonne befand sich der Komet in der Nähe der Umlaufbahn der Erde, aber an einer Stelle, die der damaligen Position der Erde fast diametral gegenüber lag, wodurch seine scheinbare Helligkeit durch die große Entfernung nicht sehr ausgeprägt war. Wäre der Komet ein halbes Jahr früher oder später erschienen, hätte er für Beobachter auf der Erde zu einem außergewöhnlich spektakulären Großen Kometen werden können.
Am 2. Januar 1909 ging der Komet von der Erde aus gesehen in nur knapp 0,7° Abstand an der Sonne vorbei und konnte ab Mitte Januar wieder von der Südhalbkugel in der Morgendämmerung beobachtet werden. In den folgenden Monaten wanderte er hoch in den Südhimmel, dabei nahm seine Helligkeit wieder ab. Die letzte Beobachtung erfolgte am 10. Mai 1909 in Santiago de Chile.

## Wissenschaftliche Auswertung
Die Entwicklung der Astrophotographie um den Beginn des 20. Jahrhunderts zusammen mit der günstigen Stellung des Kometen Morehouse am Nordhimmel ermöglichte es, durch zahlreiche Aufnahmen des Kometen in zeitlich geringen Abständen umfangreiches Material zur Entwicklung physikalischer Theorien über Kometen bereitzustellen. Barnard konnte allein 350 Aufnahmen mit den Instrumenten des Yerkes-Observatoriums gewinnen, die alle die außergewöhnlichen Erscheinungen des Kometen während seiner Sichtbarkeitsperiode von September bis Dezember dokumentieren.
Der Komet Morehouse zeichnete sich insbesondere durch die Entwicklung eines im Verhältnis zur Koma sehr ausgeprägten Schweifes aus. Der Schweif war dabei durch sich dynamisch entwickelnde wolkige Verdichtungen, Schweifstrahlen, Wellen und spiralförmige Verdrillungen gekennzeichnet, die sich innerhalb einer Nacht oder sogar stündlich veränderten. Mehrfach konnte sogar beobachtet werden, dass der Schweif vom Kopf „abgerissen“ war und sich danach vom Kopf ausgehend wieder ein neuer Schweifansatz bildete. Die Dynamik dieser Erscheinungen wurde später von Nicholas Theodore Bobrovnikoff untersucht.
Es konnten auch auffällige parabelförmige Hüllen um die eigentliche Kometenkoma beobachtet werden, die ausführlich von Arthur Stanley Eddington untersucht wurden. Er konnte ihren Ursprung auf Material des Kometenkerns zurückführen, das fontänenartig in Richtung der Sonneneinstrahlung ausgestoßen („fountain-theory“) und dann durch den Strahlungsdruck der Sonne bogenförmig in Richtung des Schweifs umgelenkt wurde. Dies führte zu der Erscheinung einer parabelförmigen Hülle, die dann in die äußeren Begrenzungen des Staubschweifs überging. Die von Eddington (widerwillig aber ohne bessere Alternative) zur Beschreibung des Phänomens angenommenen unrealistisch hohen Werte für die Ausstoßgeschwindigkeit des Materials aus dem Kern und die Beschleunigung durch den Strahlungsdruck konnten in späteren Untersuchungen unter Berücksichtigung der Rotation des Kometenkerns als nicht notwendig festgestellt werden.
Das Licht des Kometen wurde intensiv spektroskopisch untersucht, u. a. von William Wallace Campbell und Sebastian Albrecht am Lick-Observatorium, Johannes Franz Hartmann am Astrophysikalischen Observatorium Potsdam, Aymar de La Baume Pluvinel und Fernand Baldet an der Sternwarte in Juvisy-sur-Orge, Henri-Alexandre Deslandres und A. Bernard am Pariser Observatorium, Edwin Brant Frost und John Adelbert Parkhurst am Yerkes-Observatorium, sowie Hans Rosenberg in Göttingen. Die Spektrogramme zeigten typische Emissionslinien, u. a. von C2 und CN, im Licht der Kometenkoma. Wie erstmals beim Kometen C/1907 L2 (Daniel) im Jahr zuvor konnten im Schweif des Kometen auch wieder Bänder im violetten und blauen Farbbereich festgestellt werden, deren Ursache zunächst noch unbekannt war. Im Jahr 1909 konnte Alfred Fowler in einem Laborversuch diese Spektrallinien als Emissionen des einfach ionisierten Kohlenstoffmonoxids (CO+) identifizieren. Eine weitere starke Spektrallinie im violetten Farbbereich wurde von de La Baume Pluvinel und Baldet als Emission von ionisiertem Stickstoff (N2+) erkannt.
George Van Biesbroeck berechnete 1937 Bahnelemente einer hyperbolischen Umlaufbahn für den Kometen. Unter Berücksichtigung der Bahnstörungen durch alle acht Planeten konnte er bereits aufzeigen, dass die Bahn ursprünglich elliptisch mit einer Exzentrizität von etwa 0,999850, einer Großen Halbachse von etwa 6325 AE und einer Umlaufzeit in der Größenordnung von 500.000 Jahren war.
In neuerer Zeit konnten Brian Marsden, Zdenek Sekanina und Edgar Everhart aus 141 Beobachtungen vom September 1908 bis Mai 1909 ebenfalls Bahnelemente einer hyperbolischen Umlaufbahn für den Kometen berechnen. Außerdem bestimmten sie auch Werte für seine ursprüngliche und zukünftige Bahn. Nach ihrer Berechnung bewegte er sich lange vor seiner Passage des inneren Sonnensystems noch auf einer elliptischen Bahn mit einer Großen Halbachse von etwa 5750 AE. Für seine zukünftige Bahn ergab sich eine hyperbolische Charakteristik.
Die Bahnelemente des Kometen C/1908 R1 wurden neben denen von 18 anderen extrem langperiodischen Kometen von Jan Hendrik Oort zur Herleitung seiner Hypothese der Oortschen Kometenwolke benutzt.

## Umlaufbahn
Für den Kometen konnte aus 132 Beobachtungen über 88 Tage (nur aus der Zeit vor seiner Annäherung an die Sonne) eine hyperbolische Umlaufbahn bestimmt werden, die um rund 140° gegen die Ekliptik geneigt ist. Die Bahn des Kometen liegt damit schräg gestellt zu den Bahnebenen der Planeten, er durchläuft seine Bahn gegenläufig (retrograd) zu ihnen. Im sonnennächsten Punkt der Bahn (Perihel), den der Komet am 26. Dezember 1908 durchlaufen hat, befand er sich mit etwa 141,4 Mio. km Sonnenabstand knapp innerhalb des Bereichs der Umlaufbahn der Erde.
Während seiner Passage des inneren Sonnensystems kam der Komet auch vielen Planeten einmal oder mehrmals relativ nahe:
| Datum            | Planet  | Min. Abstand (in AE) |
| ---------------- | ------- | -------------------- |
| August 1898      | Neptun  | 7,9                  |
| Januar 1907      | Jupiter | 4,1                  |
| August 1908      | Saturn  | 8,2                  |
| 16. Oktober 1908 | Erde    | 1,03                 |
| 24. Januar 1909  | Venus   | 0,49                 |
| 15. Februar 1909 | Mars    | 0,81                 |
| 27. März 1909    | Erde    | 1,26                 |
| September 1909   | Jupiter | 3,4                  |

Die beiden Annäherungen an die Erde entsprechen Entfernungen von etwa 154,7 Mio. km bzw. 188,9 Mio. km.
In der Nähe des absteigenden Knotens seiner Umlaufbahn bewegte sich der Komet um den 2. Januar 1909 in großer Nähe zur Erdbahn, und zwar in nur etwa 9,7 Mio. km (0,065 AE) Abstand dazu. Die Erde hielt sich zu dieser Zeit aber fast genau auf der gegenüberliegenden Stelle ihrer Bahn auf.
Nach den Bahnelementen von Marsden, Sekanina und Everhart, die keine nicht-gravitativen Kräfte auf den Kometen berücksichtigen, hatte seine Bahn lange vor seiner Passage des inneren Sonnensystems noch eine Exzentrizität von etwa 0,99984 und eine Große Halbachse von etwa 5800 AE, entsprechend einer Umlaufzeit von etwa 445.000 Jahren. Der Komet stammte aus der Oortschen Wolke und kam vielleicht zum ersten Mal in Sonnennähe. Durch die Anziehungskraft der Planeten, insbesondere den relativ nahen Vorbeigängen an den großen Planeten, wurde seine Bahnexzentrizität auf etwa 1,00037 deutlich vergrößert. Der Komet entfernt sich in Zukunft auf einer hyperbolischen Bahn und wird wahrscheinlich nicht mehr in das innere Sonnensystem zurückkehren. In Anbetracht der relativ unsicheren Bahnparameter sind alle angegebenen Daten nur als ungefähre Werte zu betrachten.